# Ramularia foeniculi
Ramularia foeniculi är en svampart som beskrevs av Sibilia 1932. Ramularia foeniculi ingår i släktet Ramularia och familjen Mycosphaerellaceae.   Inga underarter finns listade i Catalogue of Life.